# مانولا لیوریو
مانولا لیوریو (انگلیسی: Manuella Lyrio؛ زادهٔ ۲۷ ژوئیهٔ ۱۹۸۹) ورزشکار ورزش شنا اهل برزیل است.
وی در مسابقات کشوری و بین‌المللی در مجموع برندهٔ ۲ مدال طلا، ۳ مدال نقره و ۶ مدال برنز شده‌است.